# Boston Pizza
 (mars 2018).
Si vous disposez d'ouvrages ou d'articles de référence ou si vous connaissez des sites web de qualité traitant du thème abordé ici, merci de compléter l'article en donnant les références utiles à sa vérifiabilité et en les liant à la section « Notes et références ».
Boston Pizza est une entreprise canadienne de restauration en franchise.
Elle a été fondée par Gus Agioritis à Edmonton, en 1964. La chaîne a connu un succès dès le début. En 1970, Boston Pizza avait déjà 17 restaurants partout dans l’Ouest canadien. En 1995, Boston Pizza avait 97 restaurants dans l’Ouest canadien et un chiffre d’affaires de plus de 110 millions de dollars. En 2004, elle a réalisé un chiffre d’affaires de 430 millions de dollars. Boston Pizza est une chaine en expansion, qui à un chiffre d’affaires de 755 millions de dollars en 2007 et un taux de croissance annuel de 17 %. Boston Pizza compte environ 300 restaurants et sert plus de 38 millions de clients par année, ce qui les classe aujourd'hui au premier rang des chaînes de restauration décontractées du Canada. Les restaurants Boston Pizza sont divisés en trois sections soit la section "bar sportif", la section "salle à manger familiale" et la section "terrasse".